# Presidente Illia (premetro de Buenos Aires)
Presidente Illia (anteriormente Lacarra) es una estación tranviaria del premetro que forma parte de la red de subterráneos de Buenos Aires. Pertenece al ramal que une la estación Intendente Saguier, con las estaciones Centro Cívico y General Savio.

## Inauguración
Se inauguró el 27 de agosto de 1987, junto con las otras estaciones del Premetro.

## Ubicación
Se ubica en la intersección de la Avenida General Francisco Fernández de la Cruz y Calle Lacarra, en inmediaciones del Sacachispas Fútbol Club y a escasos metros del Barrio Soldati.

## Combinaciones
Desde esta estación, se puede combinar de forma simultánea con la estación homónima, de la Línea Belgrano Sur.